# آيت اعلي (آيت نعمان الشمالية)
آيت اعلي هو دُوَّار يقع بجماعة آيت نعمان، إقليم الحاجب، جهة فاس مكناس في المملكة المغربية. ينتمي الدوّار لمشيخة آيت نعمان الشمالية التي تضم 8 دواوير. يقدر عدد سكانه بـ 754 نسمة حسب الإحصاء الرسمي للسكان والسكنى لسنة 2004.

## وصلات خارجية
- البوابة الوطنية للجماعات الترابية
- المندوبية السامية للتخطيط